# Bildungsplanung
Die Bildungsplanung soll durch Zusammenarbeit von Politik und Wissenschaft die weitere Entwicklung des Bildungssystems steuern, um den Ansprüchen der einzelnen Bürger, des Gebots der Chancengleichheit und den Leistungsanforderungen aus der Gesellschaft zu entsprechen. Einzubeziehen sind die Kosten, die Nachfrage nach Abschlüssen aus der Bevölkerung und die Entwicklung der Wirtschaft (Bildungsökonomik).
Hilfreich für die Bildungsplanung sind IT-gestützte Bildungsnetze, die auch die zunehmende Kooperation von Bildungseinrichtungen dokumentieren.

## Deutschland
Die bundesdeutsche Bildungsplanung begann um 1960. 1963 legte die Kultusministerkonferenz eine erste Bedarfsfeststellung 1961 bis 1970 für Schulwesen und Lehrerbildung vor, um den Ausbau der Studienplätze zu planen. Seither werden die Berechnungen regelmäßig aktualisiert. 
Wichtige Institutionen der Bildungsplanung waren oder sind
- Deutscher Ausschuss für das Erziehungs- und Bildungswesen (1953–1965)
- Deutscher Bildungsrat (1965–1975) (Strukturplan 1970)
- Wissenschaftsrat (ab 1957)
- Bund-Länder-Kommission für Bildungsplanung (BLK, ab 1970, 1975 bis 2007 zusätzlich für Forschungsförderung) (Bildungsgesamtplan 1973)
- Koordinierungsausschuss von Ausbildungsordnungen und Rahmenlehrplänen (ab 1972, für die Berufsbildung)
- Gemeinsame Wissenschaftskonferenz (GWK, ab 2008)

Die Erneuerung des Bildungsgesamtplans scheiterte 1982 an bildungspolitischen Zerwürfnissen zwischen den Lagern. Ein zentrales Dokument wurde seither nicht mehr vereinbart. Mit der Föderalismusreform 2006 sind die bildungspolitischen Rechte der Bundesländer gegenüber dem Bund gestärkt worden.